# 立威廉
立威廉（Leon Jay Williams，1976年7月30日—），新加坡男演員、模特兒，四國混血兒，畢業於新加坡顏永成學校。

## 簡介
立威廉為新加坡人，爺爺是英國人，奶奶是德國與日本混血，媽媽是新加坡華人，因此是四國混血兒，受哥哥影響與哥哥一起當模特兒。
2000年，立威廉參加新加坡男模選拔大賽，獲得總決賽冠軍和最佳身材獎。2001年代表新加坡獲得世界模特兒大賽冠軍，也是美姿美儀老師，從此正式進入演藝圈；模特兒出身的立威廉，2004年首次跨入演戲事業當演員，與王心凌、明道合作拍攝第一部偶像劇作品《天國的嫁衣》，飾演男主角陸子皓，因戲劇作品即深受觀眾喜愛，讓來台發展不到三個月爆紅的他，之後演出的《綠光森林》、《放羊的星星》，讓他在台灣及亞洲的知名度大增。而后又参与了《张小五的春天》、《跳出去》、《藍海一加一》、《我的野蠻女友2》、《混混天團》、《十全九美》等電影和戏剧的演出。
2008年，立威廉成为北京奥运会“水立方”的形象代言人，獻唱歌曲《愛是流動的》。
由于生长在一个不富裕的单亲家庭，立威廉不忘母亲曾为自己付出的点点滴滴，他的个性因此而坚忍，性情因此而阳光。

## 獎項
- 2000年，獲得新加坡男模選拔大賽冠軍
- 2001年，獲得世界名模大賽第一名
- 2011年，獲得樂視影視盛典港台地區最受歡迎男演員獎
- 2012年，獲得亞洲偶像盛典最佳海外藝人獎

## 作品

### 電視劇（台灣）
| 年份 | 頻道              | 劇名                     | 飾演        | 性質     |
| ---- | ----------------- | ------------------------ | ----------- | -------- |
| 2004 | 三立電視、Netflix | 天國的嫁衣               | 陸子皓      | 男主角   |
| 2005 | 三立電視          | 綠光森林                 | 威廉-史賓賽 | 男主角   |
| 2006 | 三立電視          | 住左边住右边之幸福小套房 | 特别来宾    | 客串     |
| 2006 | 三立電視          | 微笑pasta                | 夏天        | 客串     |
| 2007 | 三立電視          | 放羊的星星               | 仲天駿      | 特別演出 |
| 2010 | 公視              | 藍海一加一               | 柳信河      | 男主角   |

### 電視劇（中國大陸）
| 年份 | 頻道              | 劇名             | 飾演          | 性質     |
| ---- | ----------------- | ---------------- | ------------- | -------- |
| 2007 | 大陸電視劇        | 想飛             | 陶思賢        | 男主角   |
| 2010 | 中央电视台        | 張小五的春天     | 温雅彬 男主角 | 男主角   |
| 2015 | 大陸網絡劇        | 翻身姐妹第一季   |               | 特別演出 |
| 2017 | 深圳衛視/江西衛視 | 赛小花的远大前程 | 乔马          | 特別演出 |
| 2022 | 中國大陸          | 诱惑             | 陳明宇        | 男主角   |

### 電影演出
| 上映年份 | 電影名稱             | 飾演          | 性質     |
| 2004年   | 絕世好賓             |               | 客串     |
| 2007年   | 十全九美             | 朱笑天        | 男主角   |
| 2009年   | 跳出去               | 朗            | 男主角   |
| 2010年   | 混混天团             | 黑帮混混-阿豪 | 男主角   |
| 2010年   | 我的野蛮女友2        | 健宇          | 男主角   |
| 2012年   | 地域无门             | 克            | 男主角   |
| 2013年   | 柠檬                 | 周諾          | 男主角   |
| 2013年   | 時光戀人             | 孫志揚        | 男主角   |
| 2014年   | 美人邦               | 黎家俊        | 男主角   |
| 2014年   | 校花驾到之极品校花   | 林逸軒        | 特別演出 |
| 2014年   | 誰動了我的夢想       | 陳墨          | 男主角   |
| 2015年   | 詭劫                 | 冉平          | 男主角   |
| 2016年   | 露露的电影           | Leon          | 男主角   |
| 2016年   | 致我们终将到来的爱情 | 刘            | 特別演出 |
| 2018年   | 冷恋时代             | 悬崖          | 特別演出 |
| 2022     | 奪寶聯盟             | 魏文泰        | 特別演出 |

### 音樂錄影帶
- 2002年 -《楊千嬅〈可惜我是水瓶座〉MV男主角》
- 2002年 -《楊千嬅〈一千零一個〉MV男主角》
- 2003年 -《鄭融〈終身學習〉MV男主角》
- 2004年 -《蕭亞軒〈美麗的插曲〉MV男主角》
- 2006年 -《CoCo李玟〈愛在85度C〉》
- 2013年 -《Hong So Hee(홍소희)〈아이셔 (Lemon)〉MV男主角》

### 廣告代言
- 2004年 -《中華電信emome》
- 2005年 -《Mia銀飾代言》
- 2005年 -《愛之味大麥茶飲料》
- 2005年 -《台鹽膠原蛋白飲》
- 2008年 -《遠東百貨》
- 2008年 -《奧迪汽車》
- 2008年 -《CECT手機代言》
- 2010年 -《丹姿他能量》
- 2011年 -《Konzen国际时尚男装》
- 2012年 -《华为“指”应有你》
- 2015年 -《安杰瑪代言》
- 2016年 -《梵婕提眼霜》
- 2018年 -《燕太太燕窩》

### 唱片
- 2005年 -Can't Smile Without You《聽威廉的歌》
- 2005年 -forever（《绿光森林》插曲）
- 2008年 -爱是流动的（与韩智慧合作 水立方 主题曲）
- 2009年 -Especially for you（与卓文萱合唱 收錄卓文萱《Play n Fun【1+1】專輯）
- 2010年 -我愛你《我的野蛮女友2》電影主题曲

### 著作
- 2006年 -《威廉王子陪你說英語》

## 外部連結
- 立威廉的Youtube （页面存档备份，存于）
- 立威廉的Facebook專頁
- 立威廉的Instagram帳戶
- 立威廉的新浪微博
- 立威廉在香港影庫上的簡介